# دایشتن
دایشتن (به آلمانی: Diesten) یک منطقهٔ مسکونی در آلمان است که در برگن (منطقه سله) واقع شده‌است. دایشتن ۳۵۷ نفر جمعیت دارد.